# Радайкін Іван Йосипович
Іван Йосипович Радайкін (19 жовтня 1917, Мале-Марассово — 8 серпня 1986, Київ) — офіцер, Герой Радянського Союзу, у роки радянсько-німецької війни командир гармати 145-го окремого винищувально-протитанкового дивізіону 30-ї стрілецької дивізії 47-ї армії Воронезького фронту, старший сержант. За національністю - ерзя.

## Біографія
Народився 19 жовтня 1917 року в селі Малому-Марассовому (тепер Чамзінському району Мордовії) в сім'ї службовця. Закінчив шість класів неповної середньої школи і курси рахівників. Працював секретарем сільради в рідному селі.
У 1941 році призваний до лав Червоної Армії. У боях радянсько-німецької війни з лютого 1942 року.
28 вересня 1943 року  старший сержант І. І. Радайкін з розрахунком переправився через Дніпро в районі села Студенець Канівського району Черкаської області. Знищивши кілька вогневих точок противника, артилеристи сприяли штурмовій групі у захопленні плацдарму. У цьому бою старший сержант І. І. Радайкін підбив два ворожих танки.
Указом Президії Верховної Ради СРСР від 25 жовтня 1943 року за мужність і героїзм, проявлені при форсуванні Дніпра і утриманні плацдарму старшому сержанту Івану Йосиповичу Радайкіну присвоєно звання Героя Радянського Союзу з врученням ордена Леніна і медалі «Золота Зірка» (№ 2798).

Могила Івана Радайкіна

У 1945 році закінчив артилерійське училище, в 1952 році — Вищу офіцерську інтендантську школу. З 1955 року старший лейтенант І. І. Радайкін — в запасі. До 1972 року працював директором радгоспу. Жив у Києві. Помер 8 серпня 1986 року. Похований у Києві на Лук'янівському військовому кладовищі.

## Нагороди, пам'ять
Нагороджений орденом Леніна, орденом Вітчизняної війни 1-го ступеня, медалями.
Ім'ям Героя названі школа в рідному селі і школа № 43 у Києві.